# Losheim am See
Losheim am See är en kommun och ort i Landkreis Merzig-Wadern i förbundslandet Saarland i Tyskland. Den har cirka 16 000 invånare.
De tidigare kommunerna Bachem, Bergen, Britten, Hausbach, Mitlosheim, Niederlosheim, Rimlingen, Rissenthal, Scheiden, Wahlen och Waldhölzbach uppgick i Losheim am See 1 januari 1974.

## Vänorter
Losheim am See har följande vänorter:
- Capannori, Italien, sedan 1993
- Cité de Bokungu, Kongo-Kinshasa
- Copargo, Benin
- Lacroix-Saint-Ouen, Frankrike, sedan 1998
- Mount Gilead, North Carolina, USA, sedan 2002